# Śnieżynka (film 1969)
Śnieżynka (ros. Снегурка, Sniegurka ang. The Snow Girl) – radziecki film animowany z 1969 roku w reżyserii Władimira Diegtiariowa powstały na podstawie scenariusza Nikołaja Erdmana. Na motywach rosyjskiej bajki ludowej.

## Fabuła
Śnieżynka jest dziewczynką ulepioną ze śniegu przez parę bezdzietnych staruszków. Dziewczynka jest dobra i wesoła. Niestety z chwilą nadejścia wiosny, Śnieżynka zaczyna się roztapiać.

## Animatorzy
Antonina Aloszina, Jelizawieta Komowa, Władimir Zarubin, Nikołaj Fiodorow, Marina Rogowa, Boris Butakow, Oleg Komarow, Władimir Krumin

## Wersja polska
Wersja wydana na DVD w serii: Michaił Barysznikow – bajki z mojego dzieciństwa: Dwanaście miesięcy i Śnieżynka (odcinek 7)
- W wersji polskiej udział wzięli: Hanna Kinder-Kiss i Adam Wnuczko
- Tłumaczenie: Maciej Rosłoń